# 柳诒徵
柳詒徵（1880年2月5日—1956年2月3日），字翼謀，亦字希兆，號知非，晚年號劬堂，男，江蘇鎮江丹徒人，中国歷史學家、古典文學家、圖書館學家、書法家，中國近現代史學先驅，中國文化學的奠基人，現代儒學宗師。

## 生平
光緒五年己卯十二月廿五日（西元1880年2月5日）卯時生，邑增生，宣統己酉科（1909年）優貢，候選教諭。歲貢生、候選訓導、例封修職郎姨丈子攸女。
柳诒徵幼時家境清寒，七歲失父，同姐隨母到外婆家，課督于母鮑氏，就讀于鮑氏書塾，日誦經書、詩文。
清光緒22年（1896年），十七歲成秀才，居家授徒。後往南京，在江楚編譯局任事。曾師從繆荃孫、黃以周、李瑞清等人。
光緒28年1902年，隨繆荃孫前往日本考察近代教育。回國後曾就學于三江師範學堂。次年創辦思益小學。之後曾任江南商業高等學堂、兩江師範學堂等校教習。民國元年（1912年）主持鎮江府中學堂。不久轉任北京明德大學教授。
民國3年（1914年），兩江優級師範學堂改建為南京高等師範學校，受江謙之聘任文史地學部歷史、國文教授。民國10年南京高師改為東南大學，14年東南大學發生學潮，翌年遂再度北上，先後執教於北京女子大學、北京高等師範學校（北京師範大學）和東北大學。
民國16年（1927年），國立東南大學改為國立中央大學（初名第四中山大學、江蘇大學），返校執教；並主持國學圖書館（原江南圖書館，民國16年後改爲國立中央大學國學圖書館，民國18年改爲江蘇省立國學圖書館）。
民國26年（1937年）抗戰前夕，為轉移圖書入川奔走。抗戰爆發後講學于國立浙江大學、國立貴州大學。民國27年（1938年）再度執教國立中央大學歷史系，時為中大年資最長之教授，被尊稱為「太老師」。
民國35年（1946年），抗戰勝利後，復回南京出任國學圖書館館長，兼任國史館纂修。
民國37年（1948年），當選為中央研究院第一屆院士。
1949年，居滬，籌辦上海博物館。晚年以讀書校書為樂。
1956年2月3日，在上海逝世。

## 事略
柳詒徵為中國近現代史學開創者。清光緒廿九年（1903年）編寫《歷代史略》，打破綱鑑的編年形式，從唐虞三代至明末，系統敍述歷代史事沿革，是最早的一部近代新式中國歷史教科書。他也是中國編著新型歷史教科書最早、最多的學者。光緒卅一年（1905年）完成《中國商業史》，是最早的中國商業史專著。宣統二年完成《中國教育史》，是第一部中國教育史著作。
柳詒徵晚年著《國史要義》，論述了“史”之方方面面，分史原、史權、史統、史聯、史德、史識、史義、史例、史術、史化十大篇，可謂對中國史學全面總結的代表作。
柳詒徵民國十二年（1923年）完成《中國文化史》，為中國文化史的開山之作。柳詒徵透過許多著作，闡明中國文化義理，是中國文化學的奠基人。柳詒徵是現代中國文化復興運動的國學導師。作爲現代中國文化宗師，創辦《學衡》雜誌、《國風》學刊、《史地學報》等學刊，致力於中華文化的昌明、發揚。
柳詒徵為現代儒學宗師。作爲史學家，由史學昌明儒學。他認為，儒家經典“《詩》、《書》、《禮》、《樂》，皆史也，皆載前人之經驗而表示其得失以為未經驗者之先導也”；另一面，中國史學通貫儒學，儒學精神是中國古代史學的核心。柳詒徵發表論著，對孔教正本清源，指出了儒學之於現代社會的意義，“以儒家之根本精神，為解決今世人生問題之要義”，“在現代科學昌明的物質狀態下”，以孔教拯救現代社會，“不至以物質生活問題之糾紛，妨害精神生活之向上，“此吾儕對於全人類之一大責任也”。以柳詒徵為南雍雙柱之一的中大，是現代儒學復興的策源地；以其為國學支柱的學衡派，成爲後世新儒家的學術濫觴。 
柳詒徵亦為一位歷史哲學家。“史學與哲學相結合，是其治學的特色”。他在《國史要義·史識》篇中定義歷史哲學：“治史之識，非第欲明撰著之義法，尤須積之以求人群之原則。由歷史而求人群之原理，近人謂之歷史哲學。”
柳詒徵亦為一位目錄學家、圖書館學家。民國十六年（1927年）主持國學圖書館，直至卅七年（1948年）。其間提供住讀方式便利來館的遠方好學之讀者，為中國“圖書館事業中之創舉”。為便於“群彥之責索”，乃編著藏書總目，延聘王煥鑣、周雁石等數人經數載努力，民國廿四年（1935年）完成《江蘇省立國學圖書館圖書總目》，這是中國第一部圖書館藏書總目。
作為教育家，柳詒徵愛才、重才，言傳身教，培植弟子，“多能卓然而立”，人稱“柳門成蔭”。更多的人則是受到柳氏學問、道德、人格、理想的影響。在中國學術界，有說他“培養出來的文、史、地、哲各門乃至自然科學方面的著名專家最多”。柳氏教學之法，鄭鶴聲曾說，“柳先生的教學方法，以探求書本為原則。他講中國史的時候，並不編輯課文，或某種綱要，僅就一朝大事，加以剖析，而指定若幹参考書籍，要我們自動地去閱讀...，讀了以後，要把心得記在筆記本上，由他詳細批閱...他要學生平時以閱讀正史（二十四史）為主，並經常從正史中出許多研究題目，要我們搜集材料，練習撰作能力，由他評定甲乙，當為作業成績...這種治學方式，的確是很基本的，促使我們養成一種嚴謹篤實的學風，使我們一生受用不盡” ；張世祿回憶說他教導學生要能做“比較思考”，鼓勵學生“自己找問題去鑽研歷史”；胡煥庸回憶他的授課“夾敘夾議，...既不是枯燥無味的考證，也沒有不著邊際的空談，真可說是廣征博引，有引人入勝之功”；茅以升曾說，“我從先生受業八年，感到最大獲益之處，是在治學方法上從勤從嚴，持之以恒”。
教育思想方面，柳詒徵倡導自由教學，認為應當根本改革工廠批量生產式、機械式的現代學校教育體系，以利於每一個人學生自由學習、個性發展。必修課程、標準以及教師資格可由教育部統一制定；國家組織嚴格的考試，各門課程及格者，授予相應文憑。學生自小學畢業後，聽其自由求師。學堂停辦，教師可自由授徒。同時，國家在各省市縣設立公共的科學儀器館、圖書館及各類音樂美術體育設施，適當收費或免費供學生使用。

## 思想
- “柳翼謀為學守則三綱十八目”
  - 一保身：遏嗜欲、省思慮、平怨怒、節飲食、謹言語、懲偷惰；
  - 二修德：事親孝、與人忠、立志堅、律己嚴、執事敬、處境淡；
  - 三勤學：讀經書、考史事、講理學、習國政、作詩文、究技藝。

## 其他
柳詒徵淡泊功名利祿。他痛恨清朝末年官場腐敗和民國初年軍閥竊權誤國，誓不做官，以執教著述，清正自守。他民國時期的學生、美國《時代周刊》記者崔宗瑋曾說：“如果熱衷於官職的話，柳老伯的資歷名望，不要說南高的文學院長，就是大學校長、教育部長，一定會有人請他擔任的。”民國卅一年（1942年）國民政府成立“禮樂館”，蔣中正欲借重柳詒徵的德望，讓教育部請柳主持，柳當即“以老弱為辭”，蔣又讓柳門弟子陳訓慈之兄長陳布雷出面，也被婉言謝絕。”
柳詒徵幼時隨母居外祖家，步入社會後四海為家，債賃為居。雖然如此，他仍淡泊錢財。早年在兩江師範學堂執教，當時為尊師起見，一般每月工資例由會計親送教師，而兩江師範會計卻要教師自己去領。柳為維護師道尊嚴，數月不領，學期結束即請辭，校長李梅庵不捨，托陳善余詢問原委，遂後才責正會計，得以挽留。民國廿七年（1938年），柳詒徵應竺可楨之敦請到位於貴州泰和的浙江大學講學，在課堂上講到日寇在南京大屠殺時，義憤悲昂，突發中風昏倒在講臺。校長竺可楨延醫急救，後柳又在校休養三月。離校時，竺派校車送行，並讓秘書送去舟資三百元，柳詒徵以因病講學未成，堅決不收川資、薪金。

## 著作
- 《歷代史略》
- 《中國教育史》
- 《商业道德》
- 《中國商業史》
- 《中国财政史》
- 《中國文化史》
- 《南洋群島史》
- 《東亞各國史》
- 《印度史》
- 《國學圖書館小史》
- 《中國版本概論》
- 《國史要義》
- 《劬堂題跋》
- 《京江柳氏宗谱》
- 《柳翼謀文錄》（臺北廣文書局 1970）
- 《柳詒徵史學論文集》（上海古籍出版社 1991）
- 《柳詒徵史學論文續集》（上海古籍出版社 1991）

## 外部連結
- 書評：柳詒徵評傳 （页面存档备份，存于）
- 《學衡》中的「柳詒徵」
- 柳詒徵讀書法 （页面存档备份，存于）